# Кейлеб Їренкьї
Кейлеб Марфо Їренкьї (англ. Caleb Marfo Yirenkyi; нар. 15 січня 2006) — ганський футболіст, півзахисник данського клубу «Норшелланн» і збірної Гани.

## Клубна кар'єра
Вихованець ганської академії «Право на мрію», до якої приєднався 2017 року у віці 11 років. У травні 2024 року підписав контракт з данським «Норшелланном». 20 вересня 2024 року дебютував в основному складі «Норшелланна» в матчі данської Суперліги проти «Віборга», вийшовши на заміну Петеру Анкерсену.
2 лютого 2025 року продовжив контракт з клубом до літа 2029 року. 7 березня 2025 року в поєдинку Суперліги проти «Вайле» забив свій перший гол у професіональній кар'єрі.

## Кар'єра в збірній
26 травня 2025 року вперше викликаний до збірної Гани головним тренером Отто Аддо для участі в товариському матчі проти збірної збірної Нігерії. 28 травня в поєдинку з Нігерією дебютував за збірну Гани, вийшовши на заміну Камарадіні Мамуду.

## Статистика виступів

### Клубна статистика
Станом на 10 серпня 2025 
| Клуб              | Сезон             | Чемпіонат         | Чемпіонат | Чемпіонат | Кубок | Кубок | Єврокубки | Єврокубки | Інші  | Інші | Всього | Всього | Всього |
| Клуб              | Сезон             | Дивізіон          | Матчі     | Голи      | Матчі | Голи  | Матчі     | Голи      | Матчі | Голи | Матчі  | Голи   |        |
| ----------------- | ----------------- | ----------------- | --------- | --------- | ----- | ----- | --------- | --------- | ----- | ---- | ------ | ------ | ------ |
| Норшелланн        | 2024–25           | Суперліга         | 16        | 2         | 1     | 0     | —         | —         | —     | —    | 17     | 2      |        |
| Норшелланн        | 2025–26           | Суперліга         | 4         | 0         | 0     | 0     | —         | —         | —     | —    | 4      | 0      |        |
| Всього за кар'єру | Всього за кар'єру | Всього за кар'єру | 20        | 2         | 1     | 0     | 0         | 0         | 0     | 0    | 21     | 2      |        |

### Міжнародна статистика
Станом на 31 травня 2025 
| Збірна            | Сезон             | Товариські | Товариські | Офіційні | Офіційні | Всього | Всього |
| Збірна            | Сезон             | Матчі      | Голи       | Матчі    | Голи     | Матчі  | Голи   |
| ----------------- | ----------------- | ---------- | ---------- | -------- | -------- | ------ | ------ |
| Гани              |                   |            |            |          |          |        |        |
| 2025              | 2                 | 0          | 0          | 0        | 2        | 0      |        |
| Всього за кар'єру | Всього за кар'єру | 2          | 0          | 0        | 0        | 2      | 0      |

### Матчі за збірну
Станом на 31 травня 2025 
| Матчі Кейлеба Їренкьї за збірну Гани | Матчі Кейлеба Їренкьї за збірну Гани | Матчі Кейлеба Їренкьї за збірну Гани | Матчі Кейлеба Їренкьї за збірну Гани | Матчі Кейлеба Їренкьї за збірну Гани | Матчі Кейлеба Їренкьї за збірну Гани | Матчі Кейлеба Їренкьї за збірну Гани | Матчі Кейлеба Їренкьї за збірну Гани |
| №                                    | Дата                                 | Суперник                             | Рахунок                              | Голи                                 | Картки                               | Хвилини                              | Змагання                             |
| ------------------------------------ | ------------------------------------ | ------------------------------------ | ------------------------------------ | ------------------------------------ | ------------------------------------ | ------------------------------------ | ------------------------------------ |
| 1                                    | 28 травня 2025                       | Нігерія                              | 1–2                                  |                                      |                                      | 45'                                  | Товариський матч                     |
| 2                                    | 31 травня 2025                       | Тринідад і Тобаго                    | 4–0                                  |                                      | ЖК                                   | 90'                                  | Товариський матч                     |

Всього: 2 матчі / 0 голів; 1 перемога, 0 нічиїх, 1 поразка.

## Досягнення
Особисті
- Команда місяця данської Суперліги: липень 2025